# Pietro Maria Borghese
Pietro Maria Borghese (Siena, 1599 – Roma, 15 giugno 1642) è stato un cardinale italiano.

## Biografia
Nacque a Siena nel 1599 dalla famiglia patrizia dei Borghese. Era nipote di un cugino di papa Paolo V da cui però non ebbe nessun beneficio. Venne a Roma nel 1605 dopo la morte dell'illustre parente.

Fu nominato cardinale nel concistoro del 7 ottobre 1624 da papa Urbano VIII, in cambio dell'appoggio avuto dalla sua famiglia per l'elezione a Papa e fino alla nomina del cardinale Antonio Barberini è stato il porporato italiano più giovane.

Il 13 novembre 1624 ricevette la porpora e il titolo della Chiesa di San Giorgio in Velabro.

Morì il 15 giugno 1642 a Roma. Fu sepolto a Roma nella cappella di famiglia della patriarcale Basilica Liberiana.